# Strmec (Preseka)
Strmec je naseljeno mjesto u Republici Hrvatskoj u Zagrebačkoj županiji. 

## Zemljopis
Administrativno je u sastavu općine Preseka. Naselje se proteže na površini od 0,99 km².

## Stanovništvo
Prema popisu stanovništva iz 2001. godine u naselju Strmec živi 28 stanovnika i to u 8 kućanstva. Gustoća naseljenosti iznosi 28,28 st./km².
| broj stanovnika | 63    | 58    | 57    | 68    | 76    | 91    | 75    | 83    | 89    | 84    | 89    | 63    | 40    | 40    | 28    | 25    | 19    |
|                 | 1857. | 1869. | 1880. | 1890. | 1900. | 1910. | 1921. | 1931. | 1948. | 1953. | 1961. | 1971. | 1981. | 1991. | 2001. | 2011. | 2021. |